# Юдіт Німецька
Юдіт (Марія) Німецька ( 9 квітня 1054, Гослар — 14 березня 1105 ?) — німецька принцеса, представниця Салічної династії. У першому шлюбі — королева Угорщини, у другому — княгиня Польщі, змінила ім'я на Софія в 1089 році. Дочка імператора Священної Римської імперії Генріха III від другої дружини Агнеси де Пуатьє, дочки герцога Аквітанії і графа Пуату Гільома V. 

## Біографія

### Сім'я
Юдіт (в деяких джерелах Марія) — молодша з шести дітей, народжених від імператора Генріха III імператрицею Агнес. Її п'ятьма братами і сестрами були: Адельгейда (згодом абатиса Кведлинбурга), Гізела (померла в дитинстві ще до народження Юдіт), Матильда (пізніше дружина герцога Швабії Рудольфа Рейнфельденского ), Генріх і Конрад (також помер в дитинстві). Крім того, у Юдіт була старша сестра, Беатрікс, абатиса Кведлинбурга і Гандерсхайму, яка народилася від першого шлюбу батька з Гунхільдою Датською.

### Королева Угорщини
Незабаром після народження 9 квітня 1054 року Юдіт була заручена з Філіпом, старшим сином і спадкоємцем короля Генріха I Французького. Проте, угода була порушена у вересні 1058 року, коли її брат імператор Генріх IV уклав мирний договір з королем Угорщини Андрашем I. В рамках альянсу Юдіт була заручена з сином угорського короля і спадкоємцем Шаламоном. 1060 року Андраш I помер і його вдова і діти сховалися в Німеччині.
За підтримки свого могутнього зведеного брата Шаламон зайняв угорський престол після смерті свого дядька Бели I в 1063 році. Незабаром після цього одружився з Юдіт у Секешфегерварі. Шлюб виявився невдалим, і, мабуть, король і королева мали романи на стороні. Вважається, що союз був бездітним, але деякі джерела   стверджують, що у них народилася дочка Софія, яка пізніше побралася з Поппо, графом Берг-Шельклінген. Якщо це правда, то Юдіт була прабабусею Соломії фон Берг, другої дружини Болеслава III Кривоустого, її пасинка.
У 1070-х роках почалася боротьба за владу між Шаламоном і його двоюрідними братами (синами покійного Бели I). 14 березня 1074 року в битві при Могьєрде сили короля були остаточно переможені армією його супротивників і їх союзників, князів Польщі і Чехії. Юдіта втікла до Німеччини, а Шаламон продовжив свою боротьбу за угорський престол. 1077 року він визнав владу свого двоюрідного брата короля Ласло I, який дав йому в обмін на офіційне зречення великі земельні володіння (1081). Попри це, Шаламон ніколи не відмовлявся від своїх претензій і почав готувати змову проти короля Ласло I, але його плани були відкриті. Шаламон був закритий в королівську в'язницю в Вишеградської вежі до 15 серпня 1083 року, коли з нагоди канонізації Іштвана I, першого короля Угорщини, він був звільнений.
В цей час, з травня або липня 1074 до 1088 рік (з невеликими перервами), Юдіт жила в Німеччині в своїй резиденції в Регенсбурзі. Після свого звільнення Шаламон вирушив до Німеччини і спробував возз'єднатися з дружиною, але вона відмовилася прийняти його. Після довгих мандрів Шаламон уклав союз з Кутешком, вождем племені печенігів, і оселився на території сучасної Молдови. У 1084 або 1085 році він одружився з дочкою Кутешки, ставши двоєженцем. Шаламон обіцяв передати частину Угорського королівства в обмін на військову допомогу тестя. 1085 року Шаламон повів військо печенігів проти Угорщини, але король Ласло I розбив їх. Два роки по тому, в 1087 році, Шаламон брав участь в кампанії печенігів проти Візантійської імперії і був убитий в бою під Едірне.

### Княгиня Польщі
1089 Юдіт вступила в шлюб з польським князем Владиславос I Германом. Від цього союзу значно покращилися німецько-польські відносини: з нагоди весілля, імператор Генріх IV доручив абатству Святого Еммерама створити Євангеліє, яке в даний час зберігається в бібліотеці Краківського собору. Після одруження Юдіт змінила ім'я на «Софія», щоб відрізняти себе від першої дружини Владислава I, Юдіт Чеської. Вона народила чотирьох дочок: Софію (по шлюбу княжну Володимиро-Волинську), Агнес (згодом абатиса Кведлинбурга і Гандерсхайм), Адельгейду (по шлюбу графиня фон Бург і маркграфиня Північної Марки) і невідому на ім'я дочка, згодом дружину польського феодала.
Юдіт дуже вплинула на політичне життя Польщі. Вважається, що вона була коханкою пфальцграфа Сецеха, істинного правителя країни. Юдіт активно допомагала Сецеху в його планах захоплення влади. Смерть Мешко Болеславовича при загадкових обставинах була, по всій ймовірності, влаштована за наказом пфальцграфа і Юдіт. За допомогою Сецеха Юдіт переконала чоловіка відкласти повернення Збігнєва, первістка Владислава I. Збігнєв був серйозним кандидатом на престолонаслідування, попри незаконнонародженість. Також вони хотіли укласти союз з єдиним законним сином Владислава I, Болеславом III Кривоустим, народженим від першого шлюбу з чеською княжною. Дізнавшись про плани Сецеха і Юдіт узурпувати владу, Болеслав і Збігнєв стали союзниками. Обидва брата зажадали, щоб кермо влади було передано їм. Зрештою, після кількох спроб розірвати союз між братами, Сецех був позбавлений влади і засланий (бл. 1100-1101). 4 червня 1102 князь Владислав I помер. Країна була розділена між Болеславом III і Збігнєвим.
Дата смерті Юдіт викликає розбіжності серед істориками. Хоча дата 14 березня вказана майже у всіх відомих джерелах, точний рік встановити важко. Відомості з джерел, що вона померла між 1092 та 1096 роками малоймовірні, тому що відомо, що в 1105 році Болеслав III уклав з нею договір. В обмін на щедрі дари Юдіт гарантувала нейтралітет в політичній боротьбі князя з його зведеним братом Збігнєвим. Таким чином, вона померла після цієї дати. Герард Лябуда писав, що Юдіт провела свої останні роки життя в Регенсбурзі разом з дочкою Аделаїдою, дружиною графа Депольда III. Шлюб між Аделаїдою і графом Депольдом III був укладений між 1110-1118 роками. На підставі цього передбачається, що Юдіт померла після 1118 року в відносно літньому віці. Місце поховання Юдіт, абатство Адмонт в Австрії, мабуть, підтверджує цю теорію.